# 彭茲 (加利福尼亞州)
彭茲（英語：Pentz）是位於美國加利福尼亞州比尤特縣的一個非建制地區。該地的面積和人口皆未知。

## 地理
彭茲的座標為39°39′19″N 121°35′02″W / 39.65528°N 121.58389°W，而該地的平均海拔高度為134米（即440英尺）。